# Georgetown Victory
El SS Georgetown Victory fue un buque de la clase Victory construido para la War Shipping Administration a finales de la Segunda Guerra Mundial bajo el programa Emergency Shipbuilding . Era un buque de carga tipo VC2-S-AP2/WSAT de la United States Maritime Commission (MCV) - "Victory"; número de casco 653, número de astillero 1597 y construido por Bethlehem Shipbuilding Corporation en Baltimore, Maryland, fue botado el 8 de marzo de 1945. El Georgetown Victory, llamado así por la Universidad de Georgetown, fue botado desde el astillero Bethlehem-Fairfield en Baltimore el 28 de abril de 1945 y completado el 22 de mayo de 1945.
El Georgetown Victory fue uno de los muchos nuevos barcos de la clase de 10.500 toneladas que se conocerían como barcos clase Victory, diseñados para reemplazar a los anteriores barcos clase Liberty. Los barcos Liberty fueron diseñados para usarse únicamente durante la Segunda Guerra Mundial, mientras que los barcos Victory fueron diseñados para durar más y para servir a la Marina de los EE. UU. después de la guerra. Los barcos Victory se diferenciaban de los barcos Liberty en que eran más rápidos, más largos, más anchos, más altos y tenían una chimenea más delgada ubicada más lejos hacia la superestructura. Además, tenían un castillo de proa elevado y largo.

## Hundimiento
Partió de Sídney con 1400 tropas rumbo a Glasgow en el Reino Unido. Hizo escalas para abastecerse de agua y combustible en Fremantle en Australia, Colombo en Sri Lanka y Adén en Yemen vía el Canal de Suez. El 30 de abril de 1946, justo antes de medianoche, el Georgetown Victory encalló con fuerza, casi a toda velocidad, a 100 yardas al sur de Killard Point, en el condado de Down, Irlanda del Norte, al norte de Ballyhornan. Los 1400 miembros de la Marina Real Británica y los Marines Reales a bordo fueron rescatados por un joven agente de policía, Eric Bownes, que fue enviado como el único oficial de policía en la escena. Desde las 12 de la noche hasta las 5 de la tarde del día siguiente, Eric trabajó para salvar a los 1400 hombres. Al día siguiente, muchos barcos pesqueros de la comunidad local vinieron a "saquear" el SS Georgetown y la Real Policía del Ulster y las autoridades retuvieron todo el inventario del barco.
El naufragio estaba cerca de la costa, por lo que algunos hombres fueron arrastrados hasta la orilla con Eric y llevados al aeródromo. Los botes salvavidas irlandeses de Cloughey y Newcastle fueron lanzados en la tarde del 1 de mayo para ayudar. Las tormentas de invierno más tarde rompieron el pecio en dos partes. Más tarde, todo el equipo portátil restante que no había sido tomado por los saqueadores fue retirado y el barco abandonado. Las secciones del barco fueron recuperadas en 1951 y enviadas a los desguazadores de barcos en Troon, Escocia. Partes del barco todavía están en 54°18′45″N 5°31′15″O / 54.31250, -5.52083, donde encalló, ahora un sitio de buceo.